# Курьянович, Николай Владимирович
Никола́й Владимирович Курьянович (род. 19 июня 1966, г. Тулун, Иркутская область, РСФСР, СССР) — русский политик, журналист, председатель «Гильдии Русских адвокатов», депутат Государственной Думы 4 созыва (2003—2007 гг.), директор Иркутского филиала РГТЭУ (2008—2013 гг.).
В настоящее время адвокат; доцент кафедры мировой экономики, международных отношений и общеевропейской интеграции «Европейского университета права JUSTO».

## Образование
- 1983 — с серебряной медалью закончил Тулунскую среднюю школу № 25.
- 1987 — с отличием окончил Новосибирское высшее военно-политическое общевойсковое училище им. 60-летия Великого Октября.
- 1998 — окончил юридический факультет Иркутский государственный университет.
- 2004 — с отличием окончил Высшие академические курсы Военной академии Генерального штаба.
- 2007 — окончил Дипломатическую академию МИД РФ.
- 2008 — кандидат экономических наук, тема диссертации: «Экономические аспекты национальной безопасности России в условиях глобализации»; С-Пб Государственный Университет Экономики и финансов (ФиНЭк).
- выполнял нормативы КМС (кандидата в мастера спорта) по лыжным гонкам и борьбе самбо.

## Карьера
- C 1980 по 1991 год член ВЛКСМ. С 1985 по 1991 гг. член КПСС.
- С 1987 по 1992 проходил службу в частях  ВМФ[3]; капитан III-го ранга.
- С 1992 по 1994 ТОО «Тофаран», заместитель директора;
- С 1994 — АОЗТ «Левзея-ЛТД», директор;
- С 1994 по 1996 — Саянская городская администрация, заведующий отделом в административно-правовом комитете;
- с 1996 по 2003 гг. юрисконсульт ООО «Техлес», адвокат;
- В 1996−2003 — член Либерально-демократической партии России. В течение 7 лет возглавлял Саянскую городскую организацию. Был координатором Иркутского регионального отделения ЛДПР, помощником депутата Государственной Думы Евгения Логинова.; преподаватель гражданского права международно-правового факультета юридического института ИГУ.
- в 1998 году на выборах мэра города Саянска  из семи сильных кандидатов  местных и областных бывших партийных бонз и действующих представителей власти, а также правоохранительных органов занял второе место, набрав 22,4% голосов, за что новым мэром был подведён под сокращение штатов как опасный конкурент.
- С 2003−2007 — депутат Государственной Думы четвёртого созыва, входил во фракцию ЛДПР. Член Комитета по безопасности Госдумы, член Комитета по международным делам.
- В 2006 году Курьяновича исключили из ЛДПР. По словам руководителя фракции ЛДПР в Государственной Думе Игоря Лебедева, «Курьянович исключен как из партии, так и из фракции за грубые систематические нарушения партийной и фракционной дисциплины»[4], однако Курьянович с такой формулировкой категорически не согласился, посчитав что главной причиной исключения явились: политическая активность и независимость при голосовании по важным законопроектам, а также расхождение лично с Жириновским по «русскому вопросу» (после смерти лидера ЛДПР в апреле 2022 года, один из политологом так охарактеризовал Кульяновича: «В настоящее время Николай Владимирович Курьянович является самым талантливым и  ярким учеником  Владимира Вольфовича, который вынужден был его исключить из партии и фракции в ГД под сильным давлением бывшего руководителя АП Владислава Суркова и Бэр Лазара, как якобы русского фашиста»).
Вступил в партию «Народный союз».
- В 2008 году возглавил единый общеобластной список партии «Народный союз» на выборах депутатов Ярославской областной Думы 5 созыва, но избран не был, так как партия официально набрала только 0,34 %; при этом в Борисоглебском районе у партии было почти 6% голосов. Курьянович обвинил власти в фальсификациях.

После депутатской деятельности в Москве уехал домой в Иркутск.
- С декабря 2008 по 2013 год, при поддержке ректора Российского государственного торгово-экономического университета (РГТЭУ), лидера партии «Народный союз» Сергея Бабурина возглавлял в должности директора Иркутский филиал РГТЭУ; с 2011 года заведующий кафедрой «торгового дела, экономики и менеджмента». В 2012 году выдвигался по конкурсу в Ректоры Иркутского государственного университета, предложив, в частности, присвоить ИГУ имя А. В. Колчака. Был незаконно снят с конкурса как опасный конкурент.
- С декабря 2011 по июнь 2013 — председатель Иркутского областного отделения партии «Российский общенародный союз».
- активный участник забастовки студентов РГТЭУ в декабре 2012 года.
- В 2013 году вернулся в Москву. Доцент кафедры Мировой экономики, международных отношений и общеевропейской интеграции Европейского университета права JUSTO; член Союза журналистов России, адвокат (Председатель «Гильдии Русских адвокатов»).

## Общественная деятельность
Николай Курьянович участвовал в организации ряда политических акций и выступлений. Был одним из организаторов и активным участником первого Русского марша в Москве в 2005 году; инициативно участвовал, вместе со своими соратниками, в организации разгона первого планировавшегося гейпарада в центре Москвы в 2005 году; провёл первый в России и в Москве, на пересечении улицы Большая Дмитровка и Георгиевского переулка, политический флэшмоб в июле 2004 года под названием «День гнева», на котором разоблачал вредительско — диверсионную деятельность Правительства, ЦБ и ГД РФ. Был автором идеи материнского капитала. Идея была «позаимствована» правящей партией «Единая Россия».  Один из инициаторов и организаторов перезахоронения Ивана Ильина, Антона Деникина и генерала В.О. Каппеля на кладбище Донского монастыря в Москве.
В своей работе Н.В.Курьянович сотрудничал с ДПНИ, РНЕ, РОНС, ННП, НДПР, СС и другими ультраправыми организациями. На его кабинете в ГД  весь срок полномочий была наклейка золотыми буквами на чёрном фоне: "Я-Русский!"
В 2006 году Курьянович вошёл в общественный совет «Русского марша» — инициированного С. Н. Бабуриным политического мероприятия, в котором участвуют другие политики. Курьянович также выдвинул идею составления «списка врагов русского народа и российской государственности» (март 2006). В октябре этого же года была убита Анна Политковская из этого списка.
Член Государственной думы IV созыва. В думе лоббировал интересы криминального авторитета Владимира Тюрина.

Неоднократно предлагал отменить 282-ю статью Уголовного кодекса РФ («Возбуждение ненависти либо вражды, а равно унижение человеческого достоинства»), которая, по его мнению, направлена против русских, обосновывая это тем, что по этой статье привлекаются только русские, а не граждане других национальностей.
Курьяновичу также принадлежат резонансные законодательные инициативы, в частности, о легализации ношения короткоствольного огнестрельного оружия самообороны (идею беззастенчиво приватизировала и пиарилась на ней Мария Бутина); о запрете абортов, о запрете выезда за рубеж девушек, не достигших 21-летнего возраста; о лишении женщин, вышедших замуж за иностранцев, российского гражданства, о возвращении в состав УК РФ ранее исключённой ст.121 УК РСФСР (мужеложество).
Автор книги «Депутат, которого никто не ждал», многих публицистических остроактуальных статей. Также им был записан в подвальных условиях магнитоальбом: «На! Максимум!» Является внештатным солистом рок-группы «Аттракцион Воронова».
17 декабря 2011 года избран секретарём Центрального Политсовета политической партии Российский общенародный союз (РОС).
9 июля 2013 года выдвинул свою кандидатуру на выборах мэра Москвы, однако 17 июля Москизбирком отказал Курьяновичу в регистрации, так как кандидат не прошёл муниципальный фильтр.
Единственный депутат Государственной Думы за всю историю Госдум царских и современных, который в невероятно сложных погодных условиях сибирской зимы (56 км в 40-а градусный мороз с ветром), прошёл часть Великого Сибирского ледяного похода маршрутом войск В.О. Каппеля через оз. Байкал от села Большое Голоустное до ст. Мысовая (город Бабушкин)
Ссылка здесь: http://baik-info.ru/sm/2009/07/004002.html В начале 1990-х годах пробежал для самопроверки три марафона (42 км.195 метров) в гг. Новосибирске, Омске и Москве, выбежав из 3-х часов. Имеет 7-мь прыжков с парашютом.
Участвовал в организации и проведении 20 -ти избирательных кампаний, из которых в 13 -ти принимал личное участие. Единственный в России политик, избиравшийся во все уровни представительных и исполнительных органов государственной власти, от городской Думы г. Саянска, мэра города, Законодательного собрания Иркутской области, Губернатора Иркутской области, депутата ГД и до Президента России в 2007 году.
Активный участник пикетов, круглых столов, выступлений в ГосДуме, на интернет каналах и других мероприятий, направленных против передачи Китаю 2,5 островов по реке Амур (Тарабаров, Большой и Большой Уссурийский), а также части Южно — Курильских островов под юрисдикцию Японии.
Первый в истории российской, советской и современной адвокатуры, начиная с 1864 года, предложил провести Всероссийскую забастовку (стачку) адвокатов 15 апреля 2021 года в день открытия X — го Всероссийского съезда адвокатов в знак протеста против бесправного положения адвокатов и демонтажа института адвокатуры как такового.
С 2004 года и по настоящее время — Сопредседатель «Русского национального Благотворительного общественного фонда» во имя Святителя Иннокентия Иркутского; с 2005 года и по настоящее время Вице-Президент «Международной ассоциации русских шашек» (МАРШ).

## Семья
Женат. Трое детей и двое внуков. 
Хобби: книги, шахматы, спорт, аккордеон.

## Награды
- Медали: «70 лет Вооружённых сил СССР», «300 лет Российскому флоту», "В память 300-летия Санкт-Петербурга», «15 лет ПМР», а также множество общественных;
- Почётная грамота от министра обороны РФ С. Б. Иванова «За активное участие в практическом решении оборонных задач, плодотворное сотрудничество и поддержку инициатив Министерства обороны в интересах защиты Российского государства».

- Архив официального сайта Николая Курьяновича (2006 год)
- Курьянович, Николай — статья в Лентапедии. 2012 год.
- kuriyanovich — Николай Курьянович в «Живом Журнале»
- Страница Николая Курьяновича в социальной сети «ВКонтакте»